# Виноградов Григорій Аркадійович
Григорій Аркадійович Виногра́дов (25 травня 1912, Кролевець — 15 лютого 1963, Кролевець) — радянський танкіст, лейтенант. Герой Радянського Союзу.

## Біографія
Народився 25 травня 1912 року в місті Кролевці (нині Сумська область, Україна) у сім'ї робітника. Єврей. Закінчив 7 класів школи. Працював на підприємствах Кролевця, потім у друкарні в Москві. Упродовж 1934—1937 років проходив строкову військову службу в лавах Червоної армії.
Учасник німецько-радянської війни з липня 1941 року. У 1944 році закінчив Орловське бронетанкове училище. Член ВКП(б) із 1945 року. Командир танка 44-ї гвардійської Бердичівської танкової бригади (11-й гвардійський танковий корпус, 1-ша гвардійська танкова армія, 1-й Білоруський фронт) гвардії молодший лейтенант Григорій Виноградов у боях був кілька разів поранений і контужений. 
15 січня 1945 року формував річку Пілицю і закріпився на плацдармі. 17 січня, діючи в головному дозорі, увірвався в місто Лович (Польща), захопив міст через річку Бзуру і розмінував його. Переслідуючи противника, танкісти знищили близько 60 автомашин, 6 гармат, 2 танки. Указом Президії Верховної Ради СРСР від 27 лютого 1945 року за зразкове виконання бойових завдань командування на фронті боротьби з німецько-фашистськими загарбниками та проявлену при цьому мужність і героїзм гвардії молодшому лейтенанту Виноградову Григорію Аркадійовичу присвоєно звання Героя Радянського Союзу з врученям ордена Леніна (№ 28 259) і медалі «Золота Зірка» (№ 5 147). Нагороджений також орденами Вітчизняної війни I і II ступенів, медалями.
Після війни лейтенант Григорій Виноградов у запасі. Жив і працював у місті Кролевці. Помер у Кролевці 15 лютого 1963 року. Похований на Центральному кладовищі Кролевця.

## Вшанування

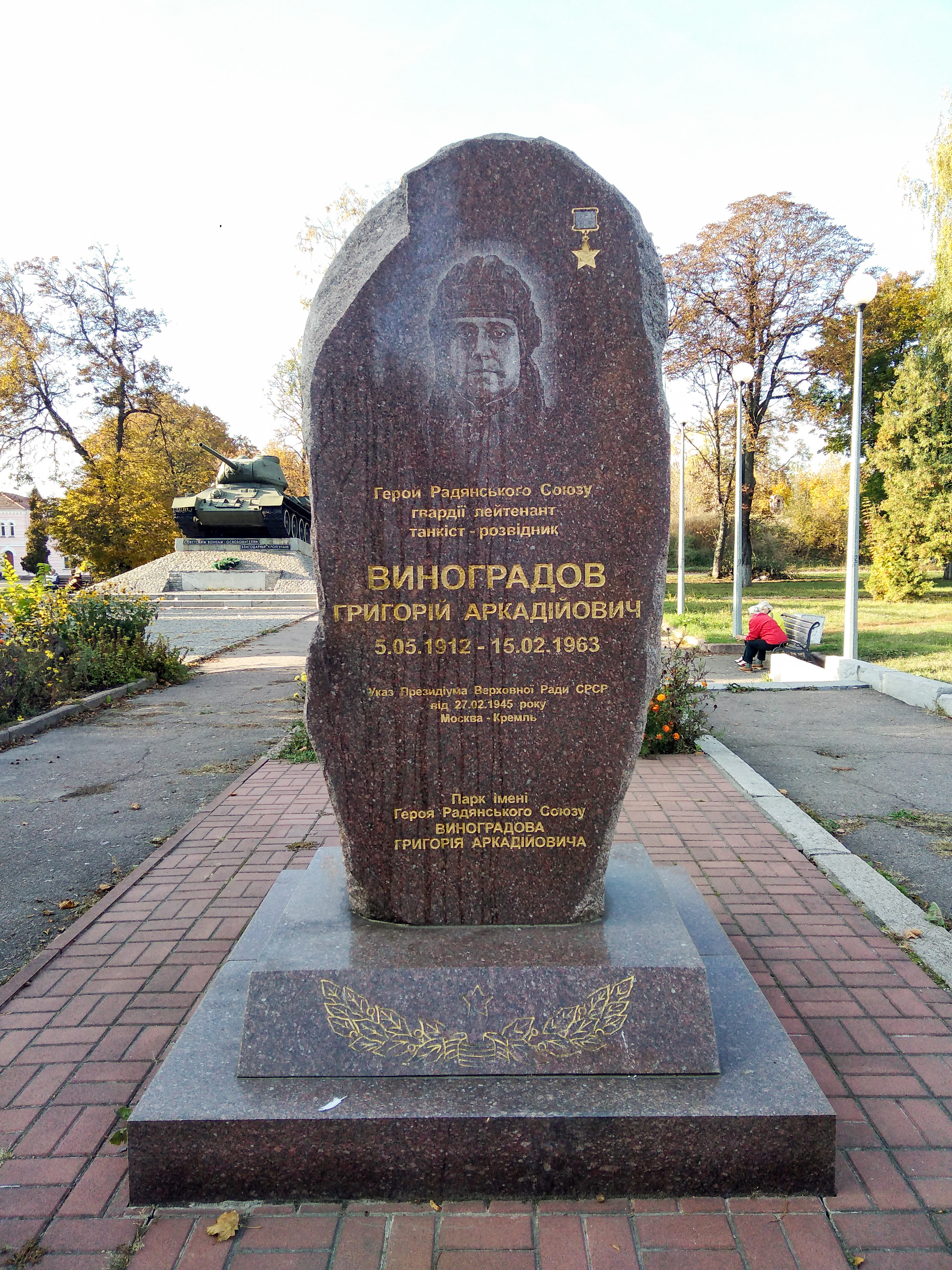
Пам'ятний знак.

У місті Кролевці іменем Героя названо парк, на початку якого встановлено пам'ятний знак, і вулиця, на якій встановлено анотаційну дошку.